# San Antonio Ilotenango
San Antonio Ilotenango – miasto w środkowo-zachodniej Gwatemali, w górach Sierra Madre de Chiapas, w departamencie El Quiché, leżące w odległości 12 km na zachód od stolicy departamentu Santa Cruz del Quiché. Według danych szacunkowych w 2012 roku liczba ludności miasta wyniosła 2561 mieszkańców.
Jest siedzibą władz gminy o tej samej nazwie, która w 2012 roku liczyła 20 989 mieszkańców. Gmina jest bardzo mała, a jej powierzchnia obejmuje zaledwie 80 km².